# Isokomen
Isokomen je seskviterpen izolovaný z rostliny Isocoma wrightii, podle jejíhož rodového jména získal název. Jeho struktura, obsahující tři spojené cyklopentanové kruhy, byla popsána v roce 1977. První totální syntézu se podařilo provést v roce 1979, se zahrnutím fotokatalytické vnitromolekulární [2 + 2] cykloadice následované přesmykem, vytvářejícím tři po sobě následující chirální centra.